# 野澤正平
野澤 正平（のざわ しょうへい、1938年（昭和13年）4月3日 - ）は、日本の実業家。1997年（平成9年）に廃業した山一證券の最後の社長として知られる。

## 概要
長野県出身。長野県屋代東高等学校を経て、法政大学経済学部卒業後、山一證券に入社。
1997年（平成9年）7月に山一證券の社長に就任したが、その僅か4ヵ月後の同年11月に廃業に追い込まれた。その記者会見の席で「私らが悪いんであって、社員は悪くありませんから!」と号泣する野澤の姿は繰り返し報じられた。
山一證券の清算後には日産センチュリー証券社長およびユニコムグループホールディングス取締役副会長を歴任。その後は営業や経営の経験に基づき山一證券出身の企業家等の指導・教育をしているほか、ピーアールコンビナート株式会社が主催する「評判づくり研究会」の運営顧問およびブレーン（マーケティング分野担当）を務めている。

## 来歴

### 生い立ち
長野県長野市川中島付近の農家に8人兄弟の4番目として生まれる。父親は畳職人だったが、その収入では子供を養えず、田畑を耕して暮らしを立てていた。正平は屋代東高校（現長野県屋代高校）を卒業し、3年間畑仕事に従事した後、法政大学経済学部に入学。同大学を1964年に卒業した。

### 証券マンとして
1964年（昭和39年）4月に山一證券入社。証券業界を選んだ理由は「やったらやっただけ認めてくれる業種は証券しかない」と思っていたためで、その中でも山一は当時から外資と結びつきが強かったから選んだという。
その後、1990年（平成2年）6月より金融法人本部副本部長、1994年（平成6年）4月からは常務取締役名古屋駐在兼名古屋支店長、1996年（平成8年）4月には専務取締役大阪支店長を歴任する。
その後1997年（平成9年）8月に代表取締役社長に就任した。これまでは事実上、東京大学卒かつ大蔵省担当を経験した社員しか社長になれなかった山一証券で、私立大学卒の一営業社員からのたたき上げという異例の抜擢であった。

### 山一最後の社長
当時の山一は、総会屋利益供与問題と無関係で尚且つ簿外債務について知らない者から後任を選ぶ方針で、そうした経緯から野澤が社長に選任された。
野澤は社長に就任して初めて、山一證券が2600億円という巨額の簿外債務を抱えていることを知った。前会長・行平次雄は自らが傷口を決定的に広げた問題の尻拭いを前社長・三木淳夫に押し付け、三木も簿外債務を処理することができないまま総会屋利益供与問題で職を追われていた。
当初、野澤ら新経営陣は廃業という選択を考えておらず、リストラで事業を整理縮小してでも会社を存続させる方針であった。
莫大な簿外債務の存在を知らされた野澤らは、ただちにプロジェクトチームを発足させた。メリルリンチとの提携や、規模縮小などで会社の存続を図ったが、この問題は野澤が知らされた時点で、もはや手に負えるものではない致命傷であった。東京証券取引所で株価の下落は止まらず、メインバンクの支援も得られず、最後には大蔵省にも見放される形で、山一證券の自主廃業を決定せざるを得なかった。野澤が社長に就任して、僅か3ヶ月での廃業決断だった。
1997年（平成9年）11月24日月曜日は、勤労感謝の日の振替休日で休業日だったが、午前6時から山一證券臨時取締役会が開かれ、自主廃業に向けた営業停止を正式に決議した。同日午前11時30分、東京証券取引所において、自主廃業を発表する記者会見が行われた。2時間以上も記者からの質疑が続いたのち、読売新聞東京本社経済部記者・中村宏之の「社員にはどのように説明するのですか」という質問に対して、野澤は
と感極まる苦悶の面持ちで社員を庇いつつ、立ち上がって深々と頭を下げる姿がテレビで大々的に放送された。それまではありふれた質疑応答で、野澤も事前に用意された原稿を事務的に淡々と読み上げるだけの会見であったが、2時間ほど経った中村の質問がきっかけで雰囲気が一転し、この発言となった。
この映像が報じられた当時、各種メディアで揶揄する向きが少なくなかった。しかし、組織の不正が発覚した際に記者会見等で不誠実な弁解をして事態を悪化させた経営者も少なくない中で、経営トップが誠実な謝罪をした記者会見として、現在は高く評価されている。三洋証券・北海道拓殖銀行・日本長期信用銀行・日産生命保険を始めとする、金融機関が立て続けに倒産した平成不況時代を象徴する映像としても再三使用される。
のちに野澤は、このときの涙の意味について「一つは、オリンピックなどでスポーツ選手が見せる、がんばったけど駄目だったという悔し涙。私も社長として、100日間がんばったけど、力が及ばずに、ああなってしまったという悔し涙」「そして、もう一つの意味は、山一證券に在籍した7,700人の従業員、関連グループ会社を含めて1万人、さらに彼らの家族を含めた3万人がこれで路頭に迷ってしまう。なんとか助けてもらいたいと訴える涙」「気持ちとしては、後者の方が強かった。なんとか社員が路頭に迷うことは避けたい。それには涙で訴えるしかない。この気持ちが7割から8割を占めた」と述べている。
山一の破綻によって、従業員全員が解雇され、顧客や融資先などにも多大な損害を及ぼした。にもかかわらず、歴代社長職を務めた東京大学や一橋大学といった学閥出身でない野澤の男泣きは、野澤に対してだけでなく山一の一般社員に対する世間の同情を集め、全社員が応じても余りあるほどの求人を受けたという。簿外債務事件に関与していなかったため刑事訴追されなかった野澤自身も、自主廃業の業務に追われる傍ら、自ら社員の履歴書を持って求職活動を行った。このような経緯やその人柄もあって、当時の山一證券の社員から尊敬や信頼を受けており、後述のとおり2000年以降にあちこちの会社から社長や会長として請われる要因となった。
1999年（平成11年）6月2日、東京地方裁判所による山一證券の自己破産宣告をもって「最後の山一社長」としての使命を終えた。山一證券勤続35年であった。

### その後の活動
2000年（平成12年）3月、名古屋支店長時代に上場を勧めた事があるコンピュータ周辺機器メーカーのハギワラシスコムの社長・河瀬翔之に要請されて同社の子会社であるシリコンコンテンツの会長に就任。同社が推進するIP電話「ビットアリーナ」の普及に当たる一方、インターネットコンテンツ製作会社のデジタルガレージの顧問にも就くなど、一時は情報技術業界に身を投じていた。
2003年（平成15年）4月には大木建設株式会社に特別顧問として入社した。
2004年（平成16年）6月にセンチュリー証券（現・日産証券）社長に就任、証券業界に復帰した。本人は消極的であったが、彼の人柄と叩き上げで培われた能力に対する評価は高く、強く請われての復帰となった。
2009年（平成21年）6月で、社長を退任してから表舞台に出る機会は減ったものの、その後も日本各地で行われる、営業関係の企業向けセミナーの講師に招かれるなどして活動を続けている。2011年（平成23年）7月に、元山一証券金融法人第1部長、東岳証券株式会社（現スターリング証券株式会社）代表取締役社長であった加藤正躬に強く請われて同社顧問に就任。2012年（平成24年）9月退任。
2022年（令和4年）から、G-FACTORY株式会社の社外取締役（監査等委員）を務めた。2023年8月31日辞任。
このほか、2004年（平成16年）6月から2010年（平成22年）6月まで、法政大学経済学部同窓会の会長を務めていた。